# Verdensmagasinet X
Verdensmagasinet X är en akademisk tidskrift som behandlar globala problemställningar och förhållandet mellan Nord och Syd. Tidskriften utkommer med en upplaga av 4 000 exemplar.